# 瓜幕駅
瓜幕駅（うりまくえき）は、かつて北海道河東郡鹿追町瓜幕にあった北海道拓殖鉄道の駅である。同鉄道の廃止に伴い廃駅となった。

## 概要
南北東に広がる瓜幕の耕作地帯の中心市街地に当駅は位置していたが、元々市街地は別の所にあって、当駅開設後にこの場所に移動し再形成された。謂わば鉄道によって形成された市街地と言える。然別演習場の用地買収による農地喪失とそれに伴う東瓜幕方の農業人口激減により瓜幕 - 東瓜幕間が廃止された後も、当地域の拠点駅として当鉄道全廃まで残った。
当駅は北にある然別湖観光の玄関口であり、拓殖バス然別線との連帯輸送を行っていた。

## 歴史
- 1929年（昭和4年）11月26日 - 鹿追 - 中音更延伸開業に伴い開設。一般駅。
- 1932年（昭和7年）4月2日 - 機関車方向転換用のY線（デルタ線）を中音更駅から当駅に移設[4]。
- 1965年（昭和40年）12月20日 - 当駅 - 東瓜幕間営業中止により当駅で折り返し運転となる。
- 1967年（昭和42年）10月1日 - 当駅 - 東瓜幕間廃止に伴い終点駅となる。
- 1968年（昭和43年）
  - 2月10日 - 屈足 - 当駅間休止に伴い営業休止。
  - 10月1日- 北海道拓殖鉄道廃止に伴い廃駅。

## 駅名の由来
当地の地域名に由来する。ウリマクはアイヌ語で「その後ろの方」、「丘の方」、「その向こうの方」などの意味があるとしているが、明治末期に当地を踏破した音更村長がアイヌからの聞取りとして伝えるところでは「ウリベという熊の好きな実が多くあったのでウリマクと称した」とされる。このウリマクに漢字を当てたもの。

## 駅構造
- 交換設備を有する一般駅[6]。
- 駅舎は鹿追に向かって右側（北側）の鹿追寄りにあった。
- 島式ホーム1面2線、駅舎横の東瓜幕側に貨物ホームと引込線2本、駅裏側に副本線1本を有した[7]。
- 駅裏側に機関車の方向転換のためのY線（デルタ線）を有した。

## 駅周辺
- 道の駅うりまく
- 鹿追町ライディングパーク
- 瓜幕郵便局
- 瓜幕小学校
- 瓜幕中学校
- 鹿追町役場瓜幕支所
- 国道274号

## 隣の駅
北海道拓殖鉄道
北海道拓殖鉄道線
自衛隊前駅 - 瓜幕駅 - 中瓜幕駅